# Yoshimi Kondō
Pour les articles homonymes, voir Kondō.
Yoshimi Kondō (近藤 芳美, Kondō Yoshimi) (5 mai 1913 à Masan en Corée, 21 juin 2006 à Tokyo au Japon), est un poète japonais.
Kondō compte parmi les plus importants poètes de l'après-guerre. Ses vers sont publiés en cours poèmes de la forme tanka, vieille de plus de 1 300 ans. Kondō est par ailleurs président de l’association des poètes tanka, la Mirai Tankakai.
- Notices d'autorité :   - VIAF
  - ISNI
  - IdRef
  - LCCN
  - GND
  - Japon
  - CiNii
  - Israël
  - NUKAT
  - WorldCat

## Crédits
- (de) Cet article est partiellement ou en totalité issu de l’article de Wikipédia en allemand intitulé « Yoshimi Kondō » (voir la liste des auteurs).